# Курбинское сельское поселение
Се́льское поселе́ние «Курбинское» — муниципальное образование в Заиграевском районе Бурятии Российской Федерации.
Административный центр — село Новая Курба.

## История
Статус и границы сельского поселения установлены Законом Республики Бурятия от 31 декабря 2004 года № 985-III «Об установлении границ, образовании и наделении статусом муниципальных образований в Республике Бурятия»

## Население
| 2011 | 2012  | 2013  | 2014  | 2015  | 2016 | 2017  |
| ---- | ----- | ----- | ----- | ----- | ---- | ----- |
| 1034 | ↘1018 | ↗1025 | ↘1017 | ↘1011 | ↘997 | ↗1002 |
| 2018 | 2019  | 2020  | 2021  | 2024  |      |       |
| ↘989 | ↘967  | ↘957  | ↘938  | →938  |      |       |

## Состав сельского поселения
| № | Населённый пункт | Тип населённого пункта       | Население |
| - | ---------------- | ---------------------------- | --------- |
| 1 | Новая Курба      | село, административный центр | ↘484      |
| 2 | Старая Курба     | село                         | ↘549      |